# Bal du moulin de la Galette (Casas)
Pour les articles homonymes, voir Bal du moulin de la Galette.
Ne doit pas être confondu avec Bal du moulin de la Galette (Renoir).
Bal du Moulin de la Galette est un tableau peint par Ramon Casas entre 1890 et 1891. Il mesure 100 cm de haut sur 81,5 cm de large. Il est conservé au Musée Cau Ferrat à Sitges.
Le tableau est réalisé à l'occasion du troisième séjour de Ramon Casas à Paris, à partir de l'hiver 1890. 
Le moulin de la Galette était autrefois une célèbre guinguette transformée en bal public sur la Butte Montmartre.